# Maurizio Giglio
Maurizio Giglio (Parigi, 20 dicembre 1920 – Roma, 24 marzo 1944) fu un ufficiale dell'Esercito italiano e della Pubblica Sicurezza, impiegato in servizi di intelligence in collaborazione con le forze anglo-americane in Italia nei giorni dell'occupazione tedesca di Roma; catturato dai collaborazionisti della banda di Pietro Koch fu tra le 335 vittime del massacro delle Fosse Ardeatine il 24 marzo 1944.

## Biografia
Maurizio Giglio nacque in una famiglia della borghesia della Capitale; il padre Armando era un questore di P.S. e dirigente dell'OVRA, la polizia segreta del regime fascista. Compì gli studi superiori al liceo ginnasio statale Terenzio Mamiani e nel 1941 si laureò in giurisprudenza.

### Volontario di guerra
Ufficiale di complemento, si arruolò volontario allo scoppio della seconda guerra mondiale con il grado di sottotenente, e fu destinato al fronte greco-albanese con il 42º reggimento fanteria "Modena", dove fu ferito e decorato con una medaglia di bronzo e una Croce di guerra al valor militare.
Trasferito prima a Torino e poi a Roma all'81º Reggimento fanteria, con il grado di tenente, l'8 settembre combatté alla testa dei propri uomini, e di altri volontari civili negli scontri a Porta San Paolo. Dopo la resa di Roma (10 settembre 1943), si diresse al Sud, per mettersi a disposizione dell'Esercito cobelligerante, attraversando il 17 settembre il fronte presso Benevento.

### Nella resistenza
Posto come ufficiale di collegamento con l'esercito americano, venne quindi contattato dall'OSS, il Servizio segreto statunitense, che gli propose di ritornare a Roma, in qualità di agente segreto, per fornire agli alleati informazioni sui movimenti delle truppe tedesche, col nome di battaglia "Cervo".
Tornato quindi clandestinamente a Roma il 28 ottobre 1943, Maurizio Giglio riuscì ad arruolarsi come tenente di Pubblica Sicurezza, nella polizia ausiliaria a cavallo.
Iniziò così una doppia vita nella polizia della RSI e nel Fronte militare clandestino dove entrò in contatto con il colonnello Giuseppe Cordero Lanza di Montezemolo, e protetto dall'uniforme e al comando di uno squadrone di circa quattrocento uomini, creò una rete di informatori e collaborando attivamente con Peter Tompkins, inviato dall'OSS a Roma sotto falso nome, con Giuliano Vassalli e Francesco Malfatti di Montetretto. La sua attività principale fu quella di sorvegliare le stazioni e le strade, segnalando al servizio informazioni della 5ª Armata americana i movimenti tedeschi verso i fronti di Cassino e di Anzio e di comunicare tali informazioni mediante una trasmittente, soprannominata “Radio Vittoria”, che si era portato clandestinamente da Napoli. Il merito del salvataggio del contingente alleato ad Anzio, è dovuta anche alle informazioni fornite da Radio Vittoria; in particolare, l'esistenza di un falso attacco tedesco, da attuarsi il 16 febbraio 1944 presso Cisterna soltanto a scopo diversivo, in quanto quello principale sarebbe stato effettuato due giorni dopo sul fianco occidentale della testa di ponte alleata. L'informazione permise agli anglo-americani di non farsi trovare impreparati. Giglio inoltre, acquisì, e mise a disposizione di Tompkins, il rapporto particolareggiato della questura di Roma, su tutti gli edifici romani (alberghi, cliniche, caserme etc.) occupati da truppe tedesche. Organizzò, infine, nella sua abitazione, più incontri tra Tompkins e i capi della resistenza romana (Amendola, Vassalli, Bauer). Non ci possiamo dimenticare di menzionare anche Monsignor Didier Nobels, che fondò la formazione partigiana "Travertino", di cui Maurizio Giglio faceva parte. Mons. Nobels infatti si addossò la colpa della sua morte per tutta la vita.
Mentre cercava di documentare con una piccola macchina fotografica il blitz (60 arresti circa) compiuto dal Reparto Speciale di Polizia nella Basilica di San Paolo, in territorio extraterritoriale vaticano, dove si erano rifugiati antifascisti ed ebrei, Giglio venne sorpreso da un funzionario in borghese della milizia fascista, che gli sequestrò la macchina fotografica.

#### La cattura e la morte

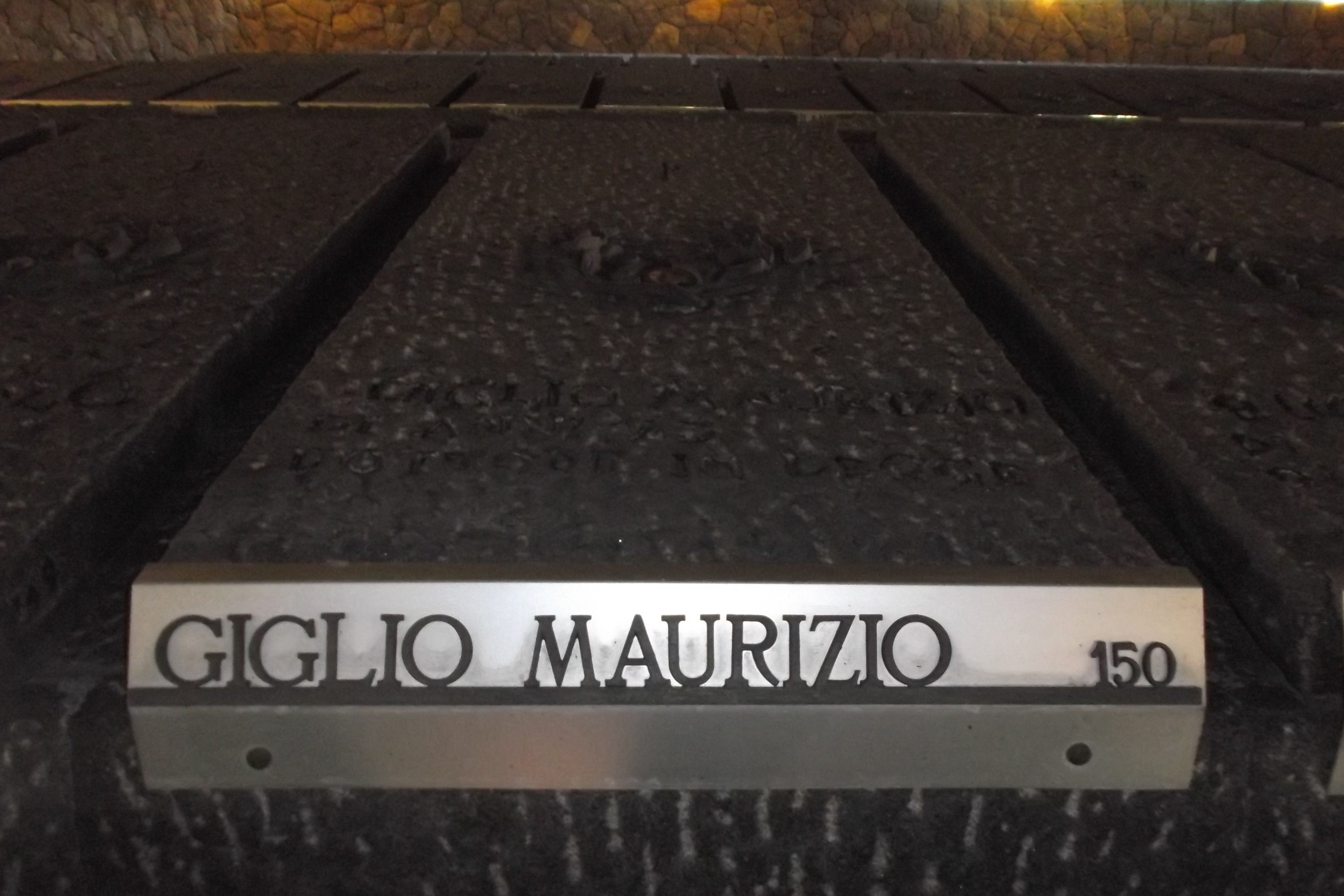
La tomba di Maurizio Giglio nel sacrario delle Fosse Ardeatine

Il 17 marzo 1944, a seguito della delazione di un suo collaboratore, fu arrestato da componenti della Banda Koch, insieme all'agente di P.S. Giovanni Scottu, mentre si recava a trasmettere informazioni via radio agli americani, da un battello galleggiante situato nei pressi di Ponte del Risorgimento. Condotto nella pensione Oltremare, in Via Principe Amedeo 2, sede dell'organizzazione, fu orribilmente torturato per sette giorni di seguito, senza fare il nome degli altri membri della sua rete e del capo dell'OSS a Roma.
Ridotto in fin di vita, fu accompagnato a braccia al carcere di Regina Coeli la sera del 23 marzo.
Consegnato quindi ai tedeschi per l'esecuzione della rappresaglia conseguente all'attentato di via Rasella, dove un reparto tedesco era stato annientato, fu condotto in una cava di gesso alla periferia di Roma, presso le Fosse Ardeatine e, il 24 marzo 1944, fu ucciso con un colpo alla nuca. Aveva 23 anni.
Nel dopoguerra fu insignito postumo della medaglia d'oro al valor militare; al suo nome è intitolata una caserma della Polizia di Stato del quartiere Flaminio, sede del reparto Volanti della questura di Roma.